# Herb obwodu leningradzkiego

Herb obwodu leningradzkiego

Herb obwodu leningradzkiego – jeden z symboli tegoż obwodu został przyjęty 9 grudnia 1997 r. 
Herb przedstawia na tarczy francuskiej w polu błękitnym skrzyżowane: złoty klucz i srebrną kotwicę. W głowicy w polu czerwonym srebrny blankowany mur. 
Graficznie herb obwodu nawiązuje do herbu istniejącej w okresie Imperium Rosyjskiego guberni petersburskiej, który z kolei powstał w oparciu o herb Petersburga.
Herb obwodu leningradzkiego znajduje się także na fladze regionu.

## Galeria

Herb Petersburga w latach 1730 do 1857
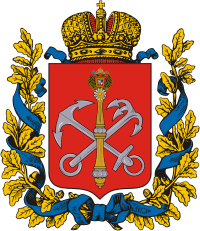
Herb guberni sankt-petersburskiej